# Debaryomyces vanrijiae
Debaryomyces vanrijiae är en svampart. Debaryomyces vanrijiae ingår i släktet Debaryomyces, ordningen Saccharomycetales, klassen Saccharomycetes, divisionen sporsäcksvampar och riket svampar.

## Underarter
Arten delas in i följande underarter:
- yarrowii
- vanrijiae